# Merlen agricola
Merlen agricola är en stekelart som beskrevs av John S. Noyes och Woolley 1994. Merlen agricola ingår i släktet Merlen och familjen sköldlussteklar. Inga underarter finns listade i Catalogue of Life.